# 隆素巴
隆素巴（?—?），西藏官员。和硕特汗国——噶丹颇章第七任第巴。
1705年五月，和硕特汗国大汗拉藏汗杀死第五任第巴桑结嘉措，以隆素巴为第巴，阿旺伊西嘉措为第六世达赖喇嘛。隆素巴完全没有权力，西藏的实权掌握在拉藏汗手中。1717年，准噶尔汗国策妄阿拉布坦命大策零敦多布远征西藏。攻入拉萨杀死拉藏汗，以达孜巴为第八任第巴。
| 前任： 阿旺仁钦 | 第巴 1707年—1717年 | 繼任： 达孜巴 |